# Iberojet (aerolínea)
Evelop Airlines, S.L., más conocida como Iberojet (antes llamada evelop!; OACI: EVE, IATA: E9, e indicativo EVELOP) es una aerolínea comercial y chárter española con sede en Palma de Mallorca, propiedad del grupo Barceló a través de su división de viajes, Ávoris.
La compañía se fundó en el año 2013 y opera vuelos regulares y chárter en España, Europa, América y África. Es propiedad del Grupo Barceló y se integra en su división de viajes, Ávoris. Iberojet cuenta con una subsidiaria en Portugal, Orbest, aerolínea comprada por el Grupo Barceló en 2013 tras el cese de operaciones de Orizonia.

## Historia
En 2013, el Grupo Barceló anunció la creación de Evelop Airlines, su propia aerolínea, propiedad al 100% de su filial de viajes Barceló Viajes, actualmente denominada Ávoris. La marca se dirigió al mercado de los operadores turísticos. En octubre de 2013, la nueva aerolínea adquirió su primer Airbus A330. Sus vuelos comenzaron en junio de 2013 con el código OACI de Calima Aviación y desde el 30 de noviembre de 2013 con el suyo propio. 
En 2014, Evelop adquirió un nuevo Airbus 330-200 y aumentó sus vuelos al Caribe. En febrero de 2014, Evelop firmó un acuerdo con Iberia para que esta última se responsabilizara del mantenimiento de sus aviones. En septiembre de 2014, Evelop firmó un acuerdo de código compartido con Iberia para ofrecer vuelos directos y sin escalas a Cancún desde Madrid.
En 2015, con la llegada de un nuevo A330-200, Evelop presentó su Business Class.
En marzo de 2017 Evelop obtuvo los certificados conforme a las Normas Internacionales ISO 9001 “Sistemas de Gestión de Calidad” e ISO 14001 “Sistemas de Gestión Medioambiental” otorgados por SGS, compañía dedicada a la inspección, verificación, ensayos y certificación. Ambos certificados se mantienen en vigor, realizando de forma regular las tareas requeridas para su renovación.
En enero de 2018 Evelop se convirtió en miembro de la Asociación Internacional de Transportistas Aéreos (IATA) y renovó el certificado IOSA (IATA Operational Safety Audit) previamente otorgado por IATA.
En marzo de 2019, Evelop recibió su primer Airbus A350-900, destinado a las operaciones de largo radio. Lufthansa Technik fue reclutada para mantener este modelo. Un año más tarde, en marzo de 2020, Evelop recibió su segundo A350-900, que reforzó y amplió la capacidad de operaciones de su flota.
A principios de diciembre de 2020, se conoció la noticia de que la compañía, así como su filial portuguesa iban a cambiar y unificar su nombre comercial por el de Iberojet.

## Destinos
La aerolínea realiza vuelos a los siguientes destinos turísticos:
| Países               | Destinos          | Aeropuertos                                        | Notas      | Ref           |
| -------------------- | ----------------- | -------------------------------------------------- | ---------- | ------------- |
| Bulgaria             | Varna             | Aeropuerto de Varna                                | Finalizado |               |
| Costa Rica           | San José          | Aeropuerto Internacional Juan Santamaría           |            |               |
| Colombia             | Bogotá            | Aeropuerto Internacional El Dorado                 |            |               |
| Cuba                 | La Habana         | Aeropuerto Internacional José Martí                | Finalizado | [ 14 ]        |
| Cuba                 | Santa Clara       | Aeropuerto Internacional Abel Santamaría           |            | [ 15 ]        |
| Cuba                 | Varadero          | Aeropuerto Juan Gualberto Gómez                    | Finalizado |               |
| España               | Barcelona         | Aeropuerto Josep Tarradellas Barcelona-El Prat     | Estacional |               |
| España               | Madrid            | Aeropuerto Adolfo Suárez Madrid-Barajas            | Base       |               |
| Estados Unidos       | Orlando           | Aeropuerto Internacional de Orlando                |            | [ 15 ]        |
| Honduras             | Tegucigalpa       | Aeropuerto Internacional de Comayagua              |            | [ 16 ]        |
| Mauricio             | Port Louis        | Aeropuerto Internacional Sir Seewoosagur Ramgoolam | Estacional |               |
| México               | Cancún            | Aeropuerto Internacional de Cancún                 |            |               |
| México               | San José del Cabo | Aeropuerto Internacional de Los Cabos              |            |               |
| Panamá               | Ciudad de Panamá  | Aeropuerto Internacional de Tocumen                |            |               |
| Portugal             | Lisboa            | Aeropuerto de Lisboa                               | Base       |               |
| Portugal             | Oporto            | Aeropuerto de Oporto-Francisco Sá Carneiro         |            |               |
| República Dominicana | Punta Cana        | Aeropuerto Internacional de Punta Cana             |            |               |
| Tailandia            | Bangkok           | Aeropuerto Internacional Suvarnabhumi              |            | [ 17 ]        |
| Uzbekistán           | Taskent           | Aeropuerto Internacional de Taskent                | Finalizado | [ 18 ] [ 17 ] |
| Uzbekistán           | Urgench           | Aeropuerto Internacional de Urgench                | Finalizado | [ 18 ]        |

## Flota

### Flota actual
La totalidad de la flota de Iberojet es de Airbus. A agosto de 2025, contaba con una edad promedio de 10.5 años.
| Avión              | En servicio | Pedidos | Pasajeros | Pasajeros | Pasajeros | Notas               |
| Avión              | En servicio | Pedidos | C         | Y         | Total     | Notas               |
| ------------------ | ----------- | ------- | --------- | --------- | --------- | ------------------- |
| Airbus A320-200    | 1           | —       | —         | 180       | 180       |                     |
| Airbus A330-300    | 2           | —       | —         | 388       | 388       |                     |
| Airbus A330-900neo | 2           | —       | 32        | 356       | 388       | Operado por Orbest. |
| Airbus A350-900    | 2           | —       | 32        | 400       | 432       |                     |
| Total              | 7           | 0       |           |           |           |                     |

### Flota histórica
| Airbus A330-300 | 2 |        |      |      |                                            |
| Airbus A330-300 | 2 | EC-NHM | 2022 | 2022 | Temporada de verano, leasing de Wamos Air. |